# Artur Żurek
Artur Żurek (ur. 8 listopada 1992 w Łodzi) – polski muzyk i perkusista, członek Akademii Fonograficznej ZPAV.

## Życiorys
W latach 2016–2017 członek zespołu Czerwone Gitary, gdzie pełnił funkcję perkusisty. We wrześniu 2017 dołączył do zespołu Nocny Kochanek, z którym nagrał album Randka w Ciemność. Uczeń Adama Marszałkowskiego.
Laureat ogólnopolskiego konkursu V-Drums Championship 2012, organizowanego przez firmę ROLAND. W finałach wschodnioeuropejskich organizowanych w Budapeszcie zajął drugie miejsce. Od tamtego momentu współpracuje jako endorser z firmą ROLAND Polska.
Wraz z zespołem Nocny Kochanek laureat szeregu konkursów, m.in.: Zespół Rocku 2017 Polska, Płyta Rocku 2017 Polska, Utwór Rocku 2017 Polska, Zespół Rocku 2018, Zespół Rocku 2019, Płyta Rocku 2019 oraz Fryderyka za Najlepszy albumu roku w kategorii Metal.
Endorser firm: Meinl Cymbals oraz Meinl Stick and Brush, Trick Drums, Pearl Drums oraz Remo.

## Instrumentarium
Perkusja Pearl Masters Complete: 
- 20"x14" Bass Drum
- 10"x7” Tom Tom
- 12"x8" Tom Tom
- 14"x12" Floor Tom
Perkusja Pearl Crystal Beat:
- 20"x14" Bass Drum
- 10"x7” Tom Tom
- 12"x8" Tom Tom
- 14"x13" Floor Tom
Werble:
- 14x6,5” Pearl Reference
- 14x6,5” Pearl Free Floating Maple – Mahogany
- 14x5” Pearl Virgil Donati Signature
Blachy MEINL Cymbals:
- 10” Byzance Dark Splash
- 14” Byzance Sand Benny Greb Signature Hi-Hat
- 14” Byzance Extra Dry Medium Hi-Hat
- 17” Byzance Extra Dry
- 18” Byzance Extra Dry China
- 18” Byzance Sand Benny Greb Signature Crash
- 19” Byzance Extra Dry Thin Crash
- 20” Byzance Extra Dry Ride
- 21” Byzance Dark Ride
- 14” HCS Trash Stack
- 10” Byzance Dual Splash
- 14” Byzance Dual Multi-Trash
- 15” Byzance Dual Hi-Hat
- 16” Byzance Dual Crash
- 18”/16” Fat Stack – Matt Garstka Signature
- 18” Byzance Dual Trash Crash
- 19” Byzance Dual Crash
- 20” Byzance Dual Trash Crash
- 20” Byzance Dual China
- 22” Byzance Dual Crash-Ride
Osprzęt:
- Trick Drums Big Foot BLACK WIDOW
- Trick Drums Pro1- V Big Foot
Pałki perkusyjne:
- Meinl Stick&Brush Standard 5A
Naciągi:
- REMO DrumHeads
Źródło:

## Dyskografia[11]
z zespołem Nocny Kochanek:
- Noc z Kochankiem (2018)
- Randka w ciemność (2019)
- Festiwal Pol’and’Rock 2018 (2019)
- Stosunki Międzynarodowe (2021)